# Rhythm on the Range
Rhythm on the Range (br: O Último Romântico) é um filme estadunidense de 1936, do gênero faroeste musical, dirigido por Norman Taurog e estrelado por Bing Crosby. Crosby canta quatro canções, entre elas dois de seus grandes sucessos: I'm an Old Cowhand (from the Rio Grande), de Johnny Mercer e Empty Saddles, de Billy Hill. O filme marca a estreia nas telas da comediante Martha Raye, que teria uma carreira que se estenderia por sessenta anos.
Refilmado em 1956 pela própria Paramount Pictures, com o título de Pardners, dirigido pelo mesmo Norman Taurog e estrelado pela dupla Dean Martin e Jerry Lewis.

## Sinopse
Jeff Larabee, um cowboy em visita ao Leste dos Estados Unidos, volta para casa de trem. No vagão, ele encontra Doris Halliday, que ele julga ser uma vagabunda viajando de graça. Na verdade, ela é filha de um banqueiro em fuga para o Velho Oeste porque não quer casar-se com o noivo indicado pelo pai. Jeff e Doris estranham-se pela noite afora e veem o trem partir sem eles pela manhã, depois de uma parada. A seguir, Doris é atacada por bandidos e Jeff a salva, após o quê eles roubam um automóvel e continuam a viagem. Quando chegam a Green Pastures, Arizona, Doris se dirige para o rancho de sua tia Penelope, coincidentemente o mesmo rancho onde Jeff trabalha.
Enquanto isso, Robert, pai de Doris, oferece 5000 dólares de recompensa a quem encontrar sua filha (o que desperta a cobiça de gângsteres) e Penelope e Buck, amigo de Jeff, saem a sua procura e encontram Emma Mazda, que está atrás do irmão Gopher.

## Elenco
| Ator/Atriz       | Personagem      |
| ---------------- | --------------- |
| Bing Crosby      | Jeff Larabee    |
| Frances Farmer   | Doris Halliday  |
| Bob Burns        | Buck Eaton      |
| Martha Raye      | Emma Mazda      |
| Samuel S. Hinds  | Robert Halliday |
| Warren Hymer     | Big Brain       |
| Lucile Gleason   | Penelope Ryland |
| George E. Stone  | Shorty          |
| Clem Bevans      | Gila Bend       |
| Charles Williams | Gopher Mazda    |
| Martha Sleeper   | Constance Hyde  |